# استان فکیک
استان فکیک (به فرانسوی: Province de Figuig) یک استان در مراکش است که در منطقه شرق واقع شده‌است. استان فکیک ۱۳۸٬۳۲۵ نفر جمعیت دارد.